# Peters snabelhund
Peters snabelhund (Rhynchocyon petersi) är en däggdjursart som beskrevs av Bocage 1880. Rhynchocyon petersi ingår i släktet snabelhundar, och familjen springnäbbmöss. IUCN kategoriserar arten globalt som sårbar.
Denna snabelhund når en kroppslängd (huvud och bål) av 25 till 31 cm, en svanslängd av cirka 25 cm och en vikt mellan 350 och 700 g. Pälsen är på huvudet och på främre delen av bålen rödbrun medan bakre delen är svartaktig. Liksom andra snabelhundar har den bakben som är tydlig längre än de främre extremiteterna och en långdragen nos som liknar en snabel.
Arten förekommer med flera från varandra skilda populationer i östra Tanzania och sydöstra Kenya. Den hittas även på Zanzibar. Habitatet utgörs av skogar, buskskogar och övergivna jordbruksområden.
Individerna är dagaktiva och går nästan uteslutande på marken. Hanar och honor lever antingen ensam eller i monogama par. Boet är troligen en liten grop som fodras med löv, liksom hos gulstjärtad snabelhund. Arten äter ryggradslösa djur som den hittar på marken.
Peters snabelhund markerar sitt revir med körtelvätska. Den är vanligen tyst men ibland trummar den med foten på marken för att varna en artfrände i grannskapet. Arten gräver med snabeln i lövskiktet och den har en lång tunga för att plocka byten. Honan föder vanligen en eller två ungar per kull och ibland upp till fyra ungar. Det finns inga informationer för arten hur bra utvecklade ungarna är vid födelsen. Hos de flesta springnäbbmöss föds bra utvecklade ungar men ungar av andra snabelhundar behöver upp till tre veckor vår innan de är självständiga.
Arten jagas av rovfåglar, ormar och den fångas även av människor.

## Underarter
Arten delas in i följande underarter:
- R. p. petersi
- R. p. adersi

## Bildgalleri

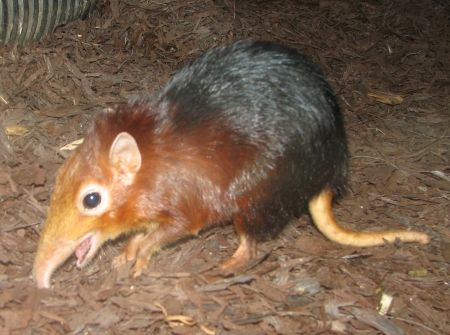
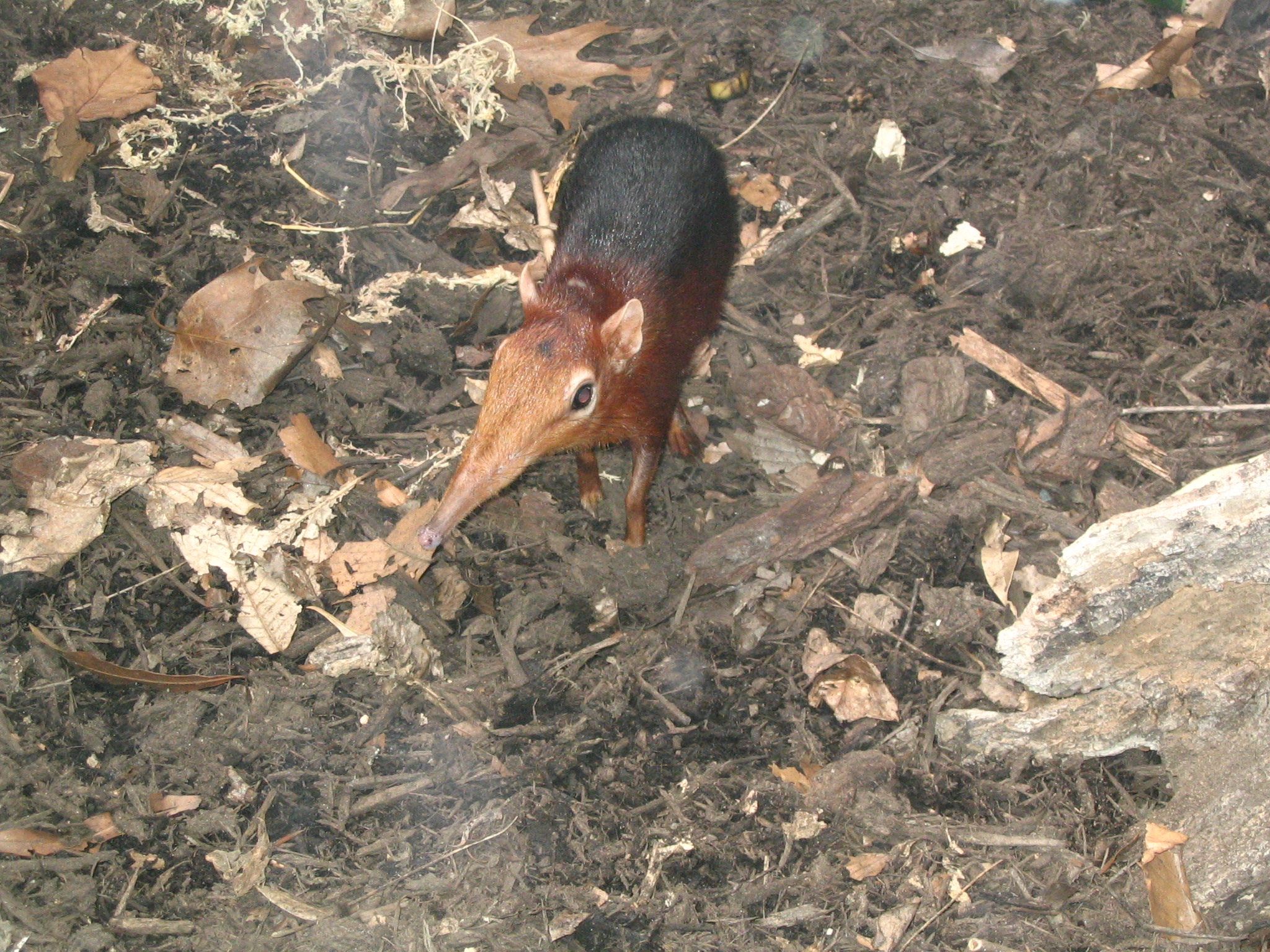
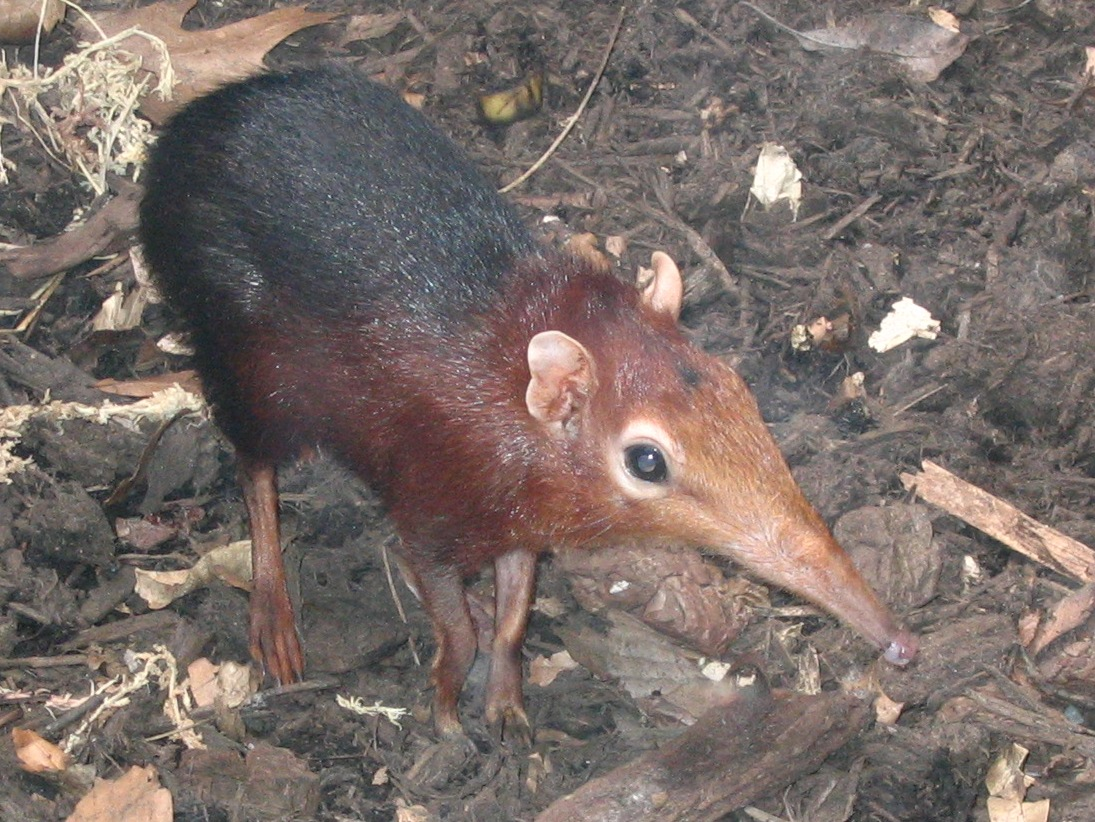
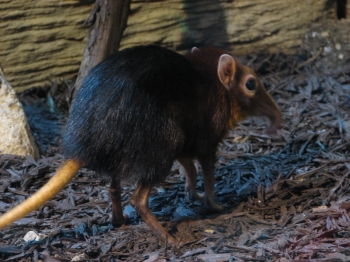
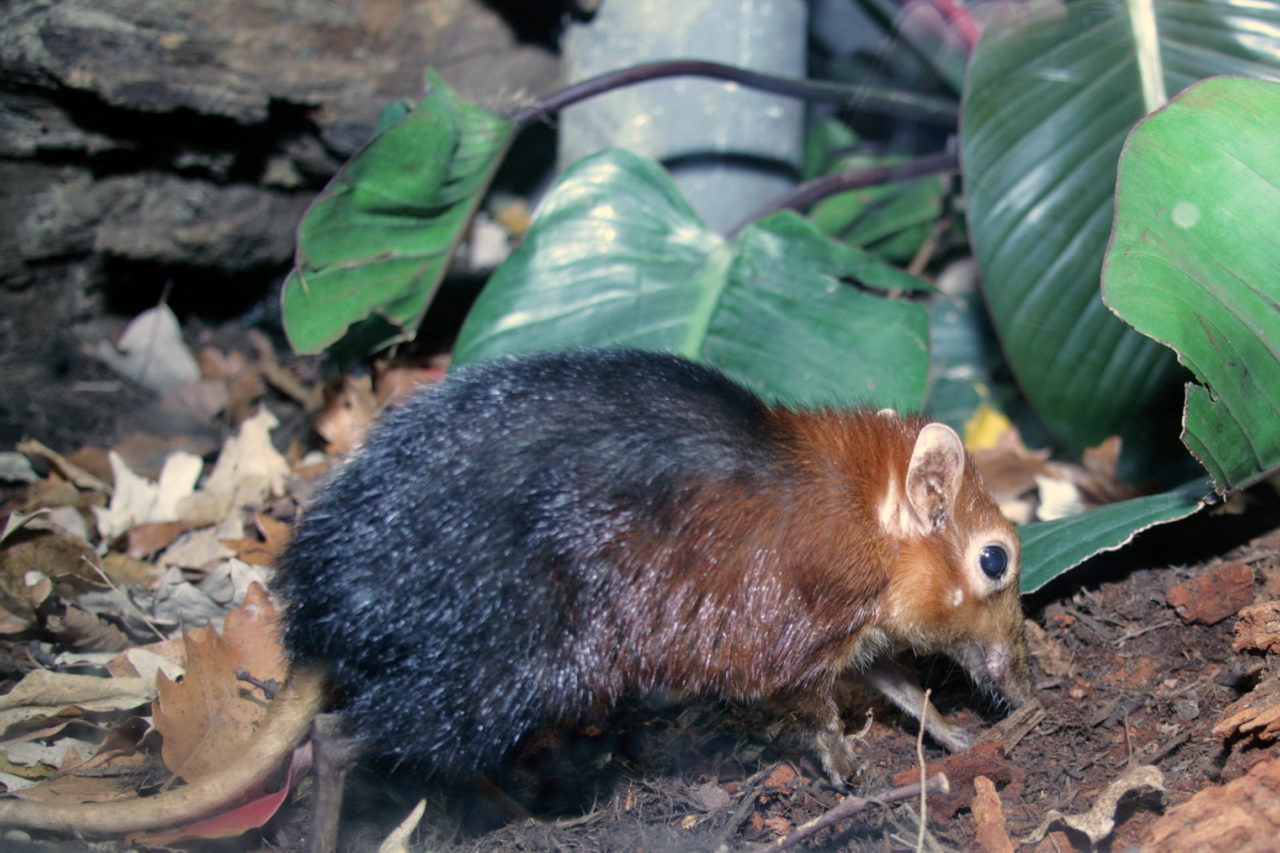
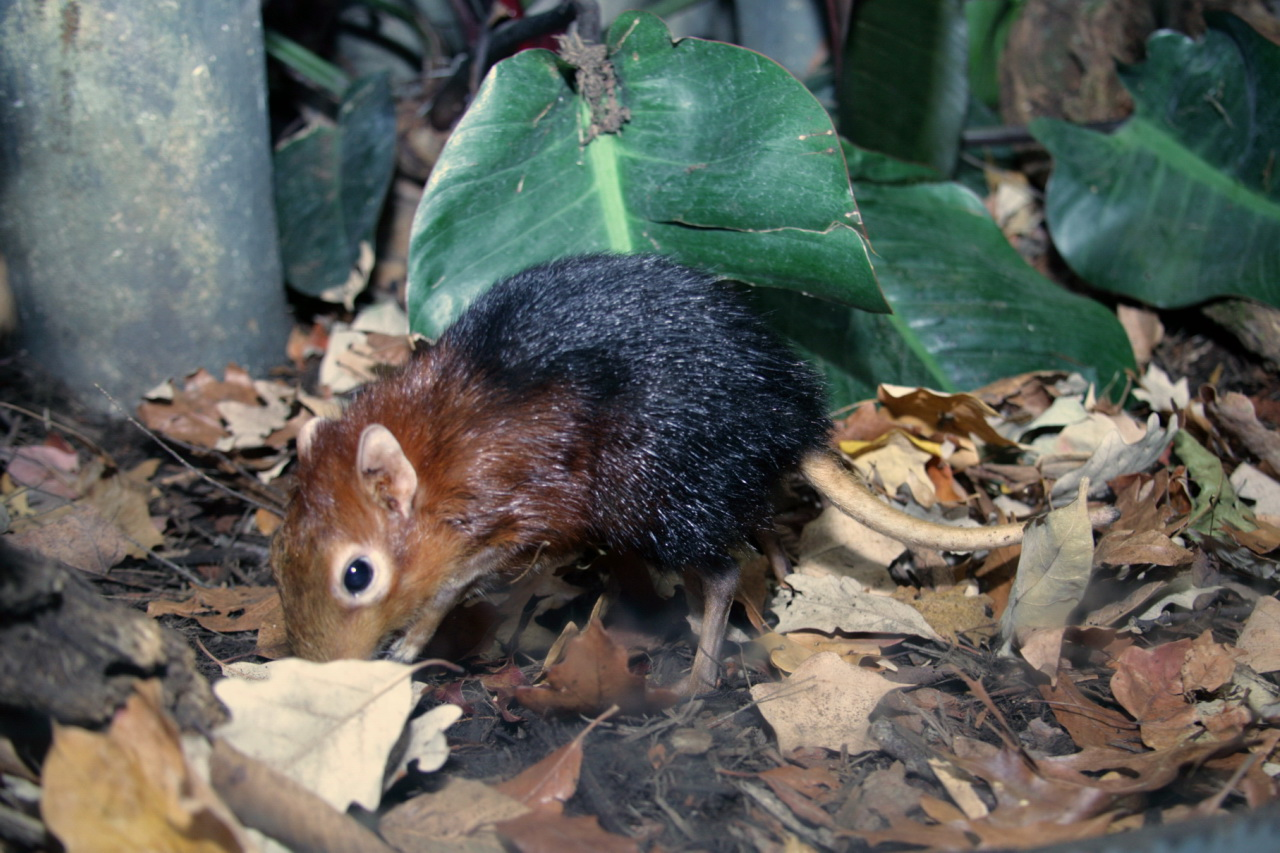